# Villette-d’Anthon
Villette-d’Anthon település Franciaországban, Isère megyében. Lakosainak száma 5240 fő (2022. január 1.). Villette-d’Anthon Balan, Saint-Maurice-de-Gourdans, Pusignan, Jons, Anthon és Janneyrias községekkel határos.

## Népesség
A település népessége az elmúlt években az alábbi módon változott:
| Lakosok száma | 861  | 2711 | 3534 | 4122 | 4637 | 4826 | 4936 | 5113 | 5183 | 5240 |
|               | 1968 | 1982 | 1990 | 2006 | 2013 | 2015 | 2017 | 2019 | 2020 | 2022 |